# トヨタエルアンドエフ鹿児島
トヨタエルアンドエフ鹿児島株式会社（トヨタエルアンドエフかごしま）は、トヨタL&Fカンパニーの鹿児島県における販売店であり、鹿児島県におけるトヨタ産業車両販売唯一のディーラーである。
前身は、鹿児島トヨタフォークリフト株式会社として設立。1998年10月に現在の社名に変更。通称として、『トヨタL&F鹿児島』を使用している。

## 沿革
- 1978年（昭和53年）10月 - 鹿児島トヨタフォークリフト株式会社として設立。
- 1983年（昭和58年） - 谷山港1号用地臨海工業団地に、営業本部及び本社サービス工場が完成する
- 1993年（平成5年） - 国分営業所を開設
- 1995年（平成7年） - 志布志営業所を開設
- 1998年（平成10年） - 川内分営業所を新築移転
- 1998年（平成10年）10月 - トヨタエルアンドエフ鹿児島株式会社に商号を変更。

## 主な取扱商品
- フォークリフト
- 保管システム
- 搬送システム
- 清掃・洗浄機器

以上はトヨタL&Fカンパニー製（豊田自動織機）。この他にもさまざまな商品を取り扱っている。